# セイロンベンケイ

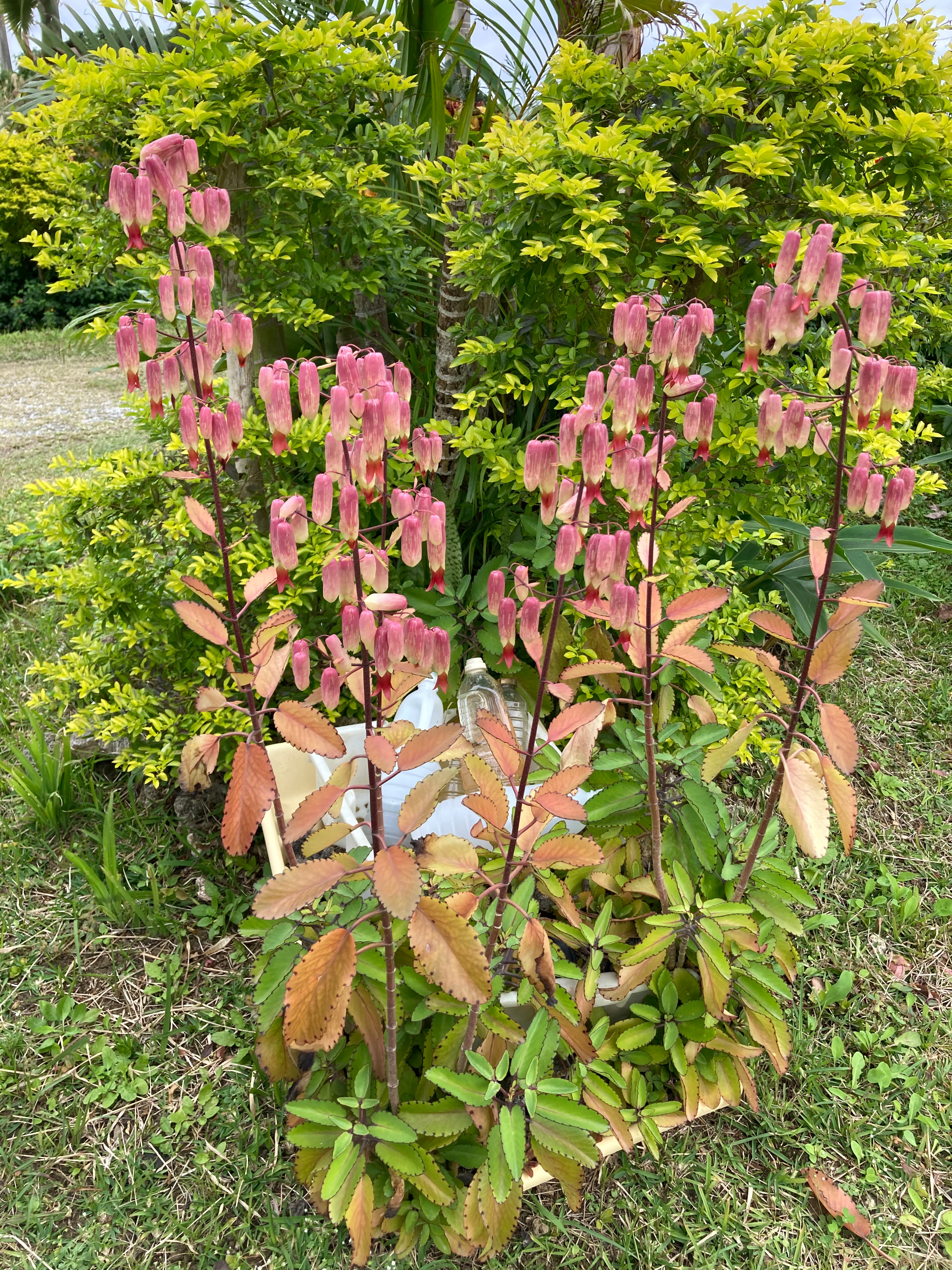
草姿（2025年2月 沖縄県石垣市）

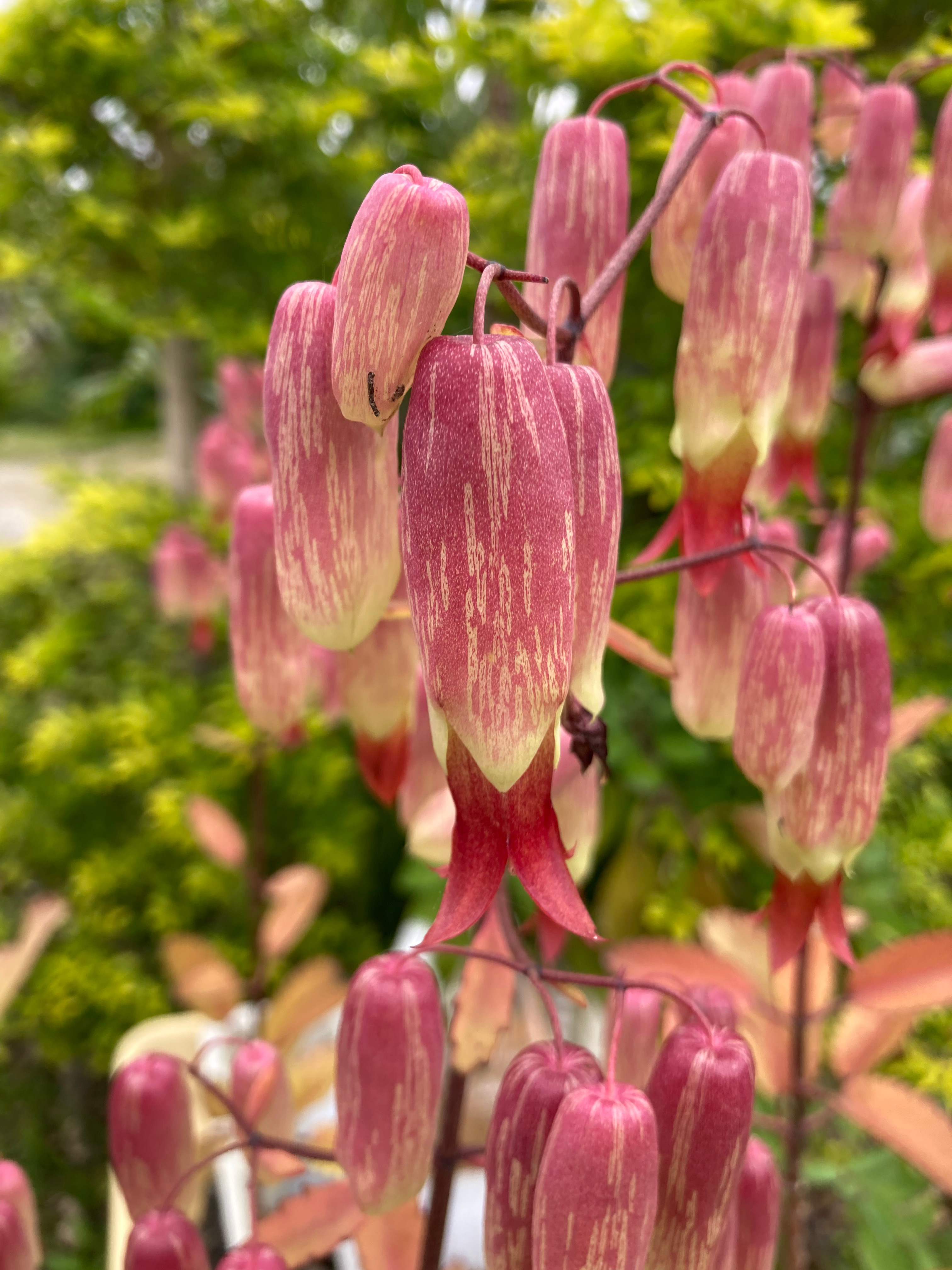
花の側面観（2025年2月 沖縄県石垣市）

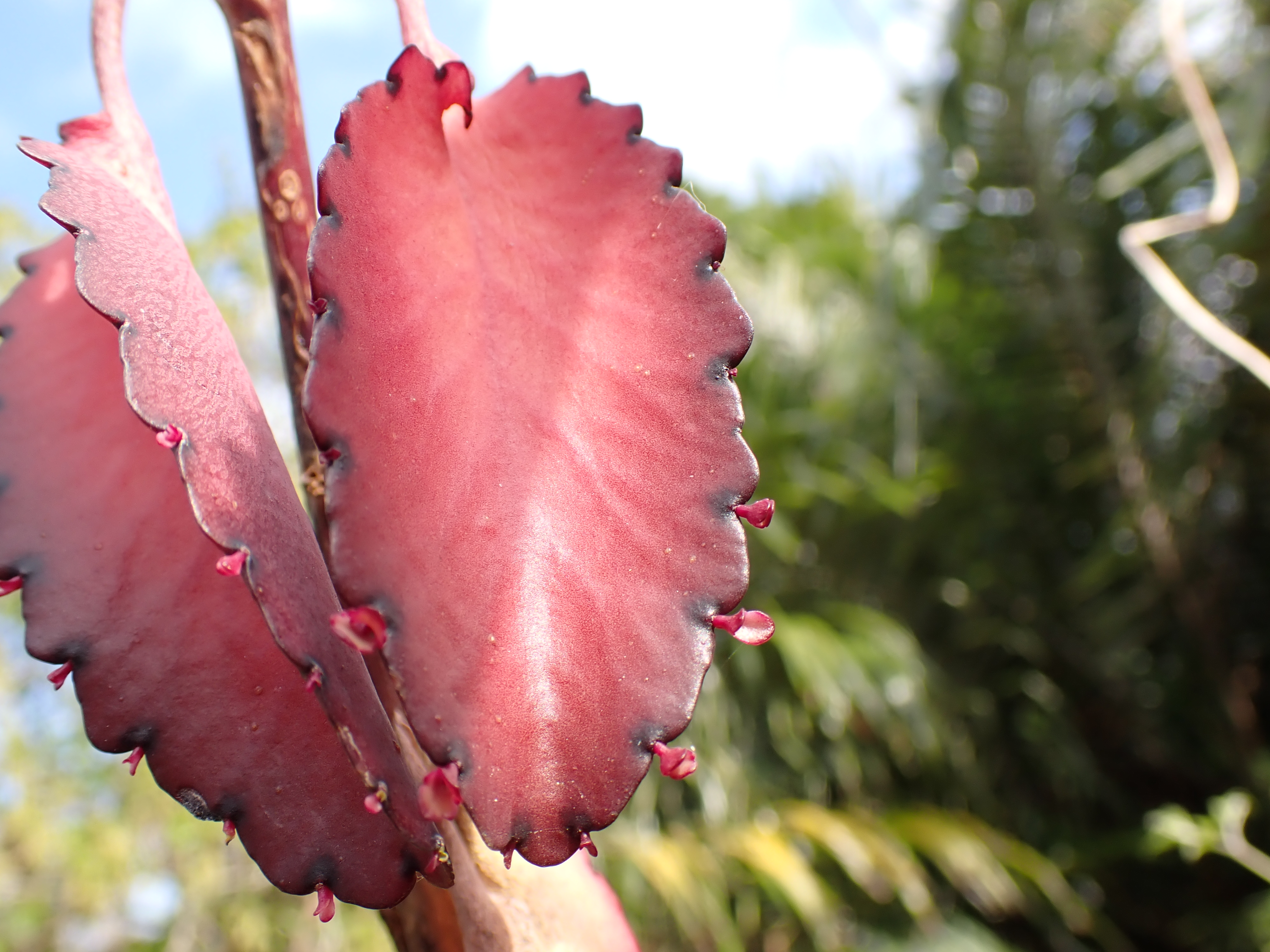
葉からの栄養繁殖（2025年2月 沖縄県うるま市 伊波城跡）

セイロンベンケイ (Kalanchoe pinnata (Lam.) Pers.) はベンケイソウ科リュウキュウベンケイ属の植物である。別名をトウロウソウ（灯籠草）といい、こちらを標準和名とする説もある。

## 分布
原産は南アフリカだが、現在では熱帯地方各地に帰化している。日本では沖縄や小笠原諸島に帰化している。道ばたなど日当たりの良い場所を好み、ときには隆起珊瑚礁の岩の上などにも出現する。小笠原諸島父島では至るところに繁茂して現地の固有植物相を阻害しており、侵略的外来種としてギンネムとともに問題視されている。

## 生態
全体に多肉質の多年生草本。茎は直立し、葉を対生につける。葉は短い柄があって葉身は楕円形から卵形、はじめは単葉だがよく育つと三出-単羽状複葉となる。
茎は直立型だが風で簡単に横倒しになるほど折れやすく、葉も簡単に脱落して飛散する。しかし横倒しになった茎は全体の節々から根芽が出てほふく型となり、葉は飛び散った先で新芽を出して活着するため、台風の暴風をも利用して生息域を広げる生態を持っている。耐乾性・耐塩性が高いが寒さに弱く、本州程度の緯度でも冬を越すことができずに枯れてしまう。
葉、茎からはキュウリの実のような臭気を放つ。

## 外来種問題

### 導入
明治後期、南洋航路の中継地だった父島に南洋から園芸種として導入され、野生化した。

### 影響
小笠原諸島の急傾斜の岩場にあった自生の荒原植物(コゴメビエ、マツバシバ、イワヒバなどイネ科、カヤツリグサ科、シダ類)やコケ、地衣類を駆逐したと思われる。

## 人間との関係
土の中に埋めたり水がある皿につけると葉から芽が出る無性生殖の性質を持つ植物である。そのため俗称「はからめ（葉から芽）」「マザーリーフ」「コダカラソウ」などといわれ、土産品や内地で行われるイベントの宣伝物にもなっており、侵略性の認識は薄い。妊婦を出した家から葉を分けてもらって育てると子宝に恵まれる等という迷信が生まれている。
楕円形単葉対生直立型のセイロンベンケイと、広被針形ロゼット状のアロエに似た外見を持つシコロベンケイはともに「ハカラメ」「マザーリーフ」「コダカラソウ」などと呼称されており、しばしば混同が見られる。